# Schleich
Schleich («Шляйх») — компания, которая выпускает игрушечные фигурки и игровые аксессуары; считается одним из лидеров данной отрасли в Германии.
Согласно информации, изложенной на официальном сайте, Schleich среди производителей игрушек в Германии занимает 7-е место, а среди производителей игровых фигурок — 1-е. Главный офис Schleich находится в немецком городе Швебиш-Гмюнд. Предприятия компании расположены в Румынии, КНР, Тунисе, а также в самой Германии.

## История
Компания названа в честь Фридриха Шляйха, основавшего её в 1935 году. Импульсом к активному развитию Schleich в середине 1950-х стало получение лицензии на производство фигурок, изображающих популярных диснеевских героев — Бэмби и Плуто, а также персонажей комиксов Снупи и Смурфиков. Тогда же, в 1950-х, компания освоила производство фигурок животных. В 1965 г. была создана оригинальная синяя фигурка SchlümpfenTM, которая позволила компании выйти на мировой рынок и закрепиться там. Сегодня Schleich ежегодно продает около 50 миллионов фигурок, а в ассортимент её продукции входит 600 наименований. Ранее компанией владели представители семьи Шляйх, но с 2019 г. контрольный пакет акций перешел в руки швейцарской частной инвестиционной компании Partners Group.

## Продукция
Schleich выпускает игрушки для детей разного возраста. К ведущим линейкам продуктов принадлежат игровые миры «Фермерский мир», «Дикая природа» и «Динозавры», рассчитанные на аудиторию от 3-х до 8 лет, а также адресованные детям 5-12 лет игровые миры «Баяла», «Эльдрадорские существа» и «Конный клуб» с фигурками лошадей. Фигурки персонажей комиксов Marvel, DC, Peanuts и героев вселенной Disney предназначены как для детей, так и для взрослых коллекционеров.
Разработка новой фигурки занимает в среднем от 3-х до 4-х месяцев. Вначале дизайнер создает восковую модель, выглядящую как завершенный продукт (например, на туловище животного наклеивается шерсть). Готовая модель поступает в отдел контроля качества и проверяется на предмет безопасности. Материалом для игрушек служит каучуковый пластик. Все фигурки разрисовываются вручную. На каждое изделие в незаметном месте наносится логотип компании, знак CE и название страны-производителя, а также цветные точки, указывающие на ценовую группу.
Изделия продаются более чем в 50-ти странах по всему миру, в том числе и в России. В 2020 г. в Германии выручка Schleich достигла свыше 200 млн евро, что означает рост примерно на 11 % по сравнению с прошлым годом. Следующие по значимости рынки после немецкого — США, Франция и Великобритания (в последней продажи за 2019 год выросли на 56 %).

## Общественная активность
Поскольку Schleich считает своей задачей дать детям представление об обитателях дикой природы и среде, в которой они живут, компания уделяет много внимания вопросам защиты животных, сотрудничает с Берлинским зоопарком, различными зоологическими музеями. С 2006 года немецкое подразделение Schleich — официальный партнер WWF. Различные акции в поддержку дикой природы проводятся во многих странах, где есть представительства Schleich. Например, 1 октября 2018 года в России стартовала 3-месячная совместная акция вместе с WWF, в ходе которой 5 % средств с продажи фигурок больших кошек перечислялись на сохранение амурского тигра и некоторых других занесенных в Красную книгу животных.